# Niviventer eha
Niviventer eha és una espècie de mamífer rosegador de la família dels múrids. Viu a altituds d'entre 2.000 i 3.700 msnm a l'Índia, Myanmar, el Nepal i la Xina. Els seus hàbitats naturals són els boscos i matollars de diferents tipus. És una espècie en risc mínim, és a dir, no sembla que hi hagi cap amenaça significativa per a la seva supervivència. El seu nom específic, eha, són les inicials d'Edward Hamilton Aitken.